# Rock en Baradero
Rock en Baradero es el nombre del festival de rock que se realiza en la ciudad de Baradero (Buenos Aires). El lugar elegido para la realización de los festivales es el Anfiteatro Pedro Carossi (con una capacidad para 10000 personas). La primera edición se llevó a cabo en 2015, los días 20, 21 y 22 de febrero.
Su realización marca el regreso de los festivales masivos a la ciudad, que entre los años 2003 y 2006 contó con un espectáculo de las mismas características titulado Baradero Rock, donde tocaron bandas como Almafuerte, Intoxicados, Bersuit Vergarabat y Las Pelotas, entre otros.

## Bandas y artistas invitados
| Año  | Principales bandas invitadas |
| ---- | --- |
| 2015 | Almafuerte, Kapanga, Eruca Sativa, Asspera, Utopians, Las Pastillas del Abuelo, Guasones, Salta La Banca, El Bordo, Las Pelotas, La 25, Los Gardelitos, Jóvenes Pordioseros y otros.                                      |
| 2016 | Almafuerte, Attaque 77, Carajo, Pez, Bulldog, Los Auténticos Decadentes, Las Pelotas, La Vela Puerca, Nonpalidece, Cielo Razzo, La 25, Kapanga, Guasones, El Bordo, Salta La Banca, y otros.                              |
| 2017 | La 25, Kapanga, Attaque 77, Carajo, Eruca Sativa, Mustafunk, No Te Va Gustar, Las Pelotas, Cielo Razzo, Salta La Banca, Marilina Bertoldi, Los Gardelitos, Guasones, Nonpalidece, El Bordo, Jóvenes Pordioseros, y otros. |